# Les Passants
Les passants è una canzone di Zaz scritta nel 2010 e pubblicata la prima volta il 10 maggio 2010 nell'album Zaz.

## La composizione e il significato
Questa canzone apre il suo primo album e rivela immediatamente l'appartenenza di Zaz alla grande tradizione francese dei "cantautori". È l'autrice del testo, tranne il breve ritornello (che è una conta per bambini), del rondò settecentesco La P'tite Hirondelle.
La canzone parla dei tanti passanti che incontriamo nella nostra vita e di quanto possano essere interessanti se ti prendi il tempo per conoscerli. Nel testo si parla dei pericoli che si corrono fingendo di essere ciò che non sei. Le persone spesso nascondono la loro vera identità. In sostanza la canzone consiglia di rimanere fedeli a se stessi e di non fingere di essere qualcun altro.

## Cinema
Il brano musicale fa parte della colonna sonora del film Un piccolo favore (A Simple Favor) del 2018 diretto da Paul Feig.